# Rostov del Don
Rostov del Don (en rus, Pосто́в-на-Дону́, Rostov-na-Donú) és una ciutat russa, capital de l'óblast de Rostov i del Districte Federal Meridional. Situada al costat del riu Don, a 46 km de la mar d'Azov, l'any 2002 tenia 1.099.500 habitants. Hom la coneix com la porta del Caucas. A Tanais, lloc proper a la ciutat hi ha un jaciment arqueològic d'importància.
El 24 de juny de 2023, la ciutat va ser ocupada per soldats de l'organització paramilitar Wagner.

## Esports

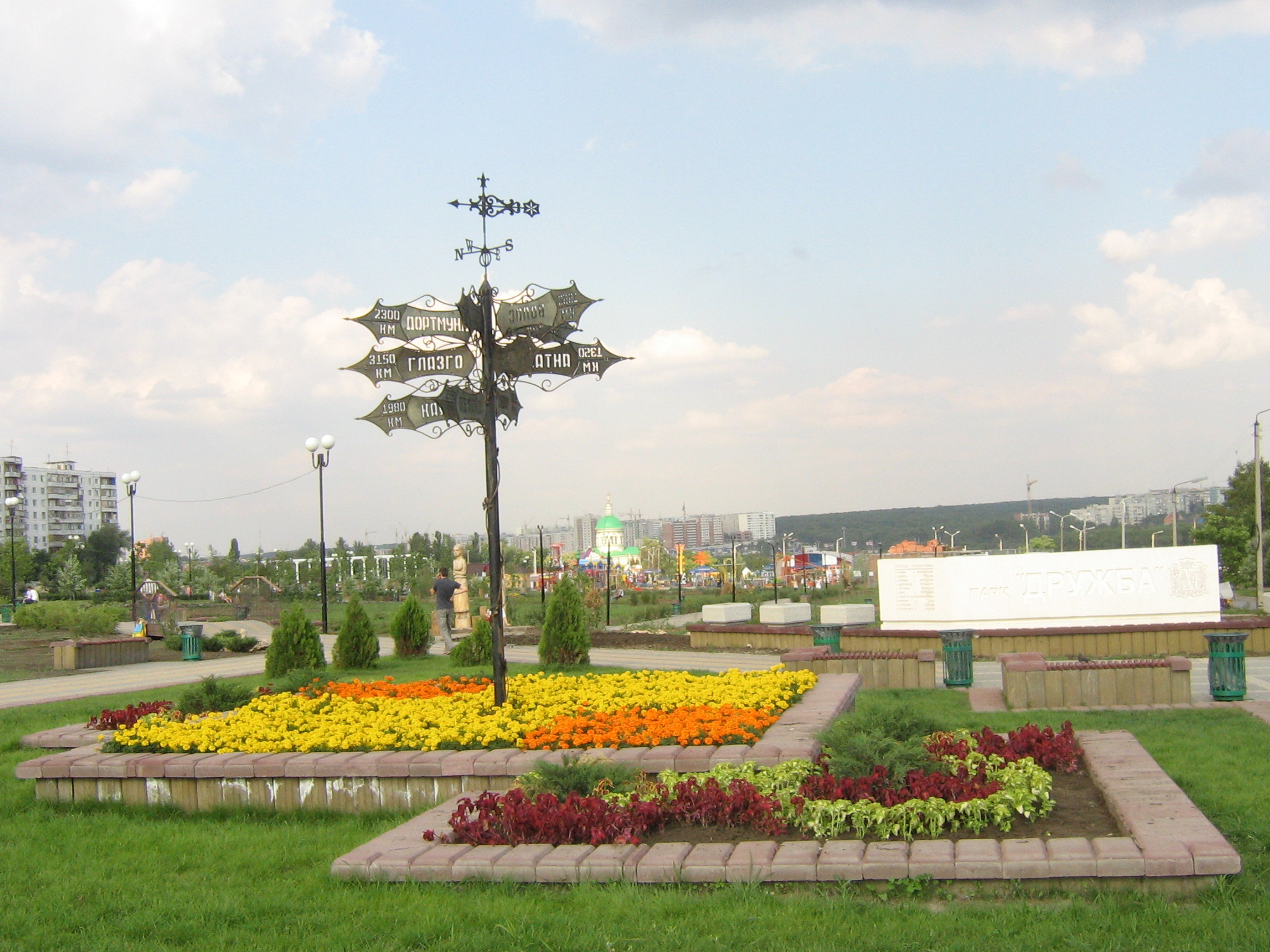
Parc de l'Amistat

Rostov és una de les seus de la Copa del Món de Futbol de 2018 de la FIFA. Es treballa per desenvolupar la riba esquerra del riu Don, on hi ha d'anar l'estadi on es jugaran els partits.

## Persones il·lustres
Categoria principal: persones de Rostov del Don
- Iuri Baixmet (1953), intèrpret de viola rus.
- Yakov Frenkel (1894-1952), físic teòric.
- Mikhaïl Gnessin (1883–1957), compositor rus.
- Eduard Gritsun (1976), ciclista rus.
- Iuri Oganessian (1933), físic nuclear.
- Olga Spessívtseva (1895-1991), ballarina.
- Sabina Spielrein (1885–1942), una de les primeres dones psicoanalistes.
- Leonid Xamkóvitx (1923–2005), jugador i escriptor d'escacs jueu.
- Natàlia Xàpoixnikova (1961), gimnasta artística russa.
- Arthur Troester (1906-1997), violoncel·lista.

## Ciutats agermanades

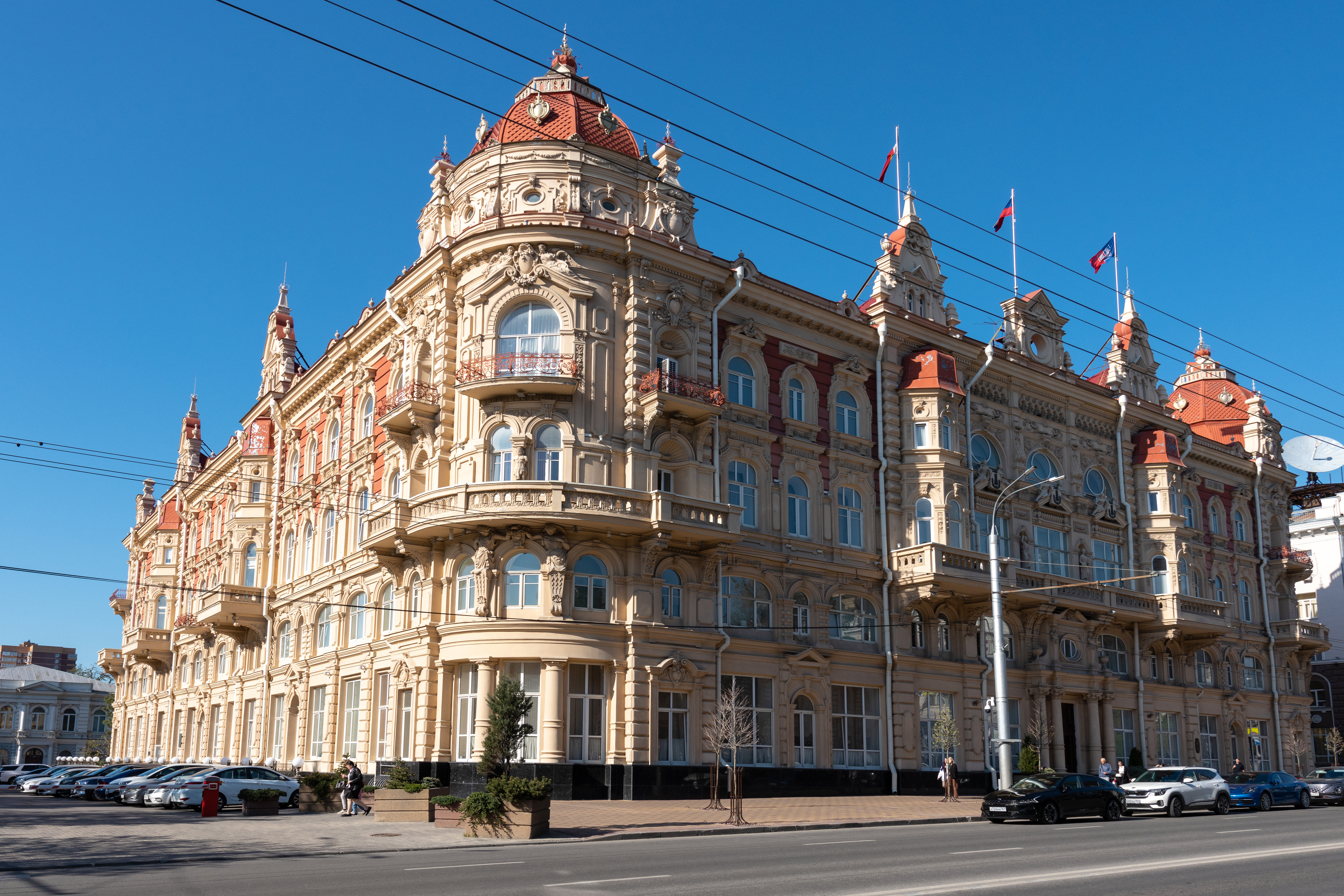
Duma municipal al centre de Rostov del Don

La ciutat està agermanada amb les de:
| - Glasgow, Escòcia - Dortmund, Alemanya - Gera, Alemanya - Pleven, Bulgària - Le Mans, França - Mobile, Alabama, EUA - Erevan, Armènia - Kajaani, Finlàndia - Cheongju, Corea del Sud | - Volos, Grècia - Antalya, Turquia - Toronto, Canadà - Hómiel, Belarús - Donetsk, Ucraïna - Odessa, Ucraïna - Luhansk, Ucraïna - Oral, Kazakhstan - Moscou, Rússia |